# Вийермо, Алекси
Алекси Вийермо (или Вийермоз) (фр. Alexis Vuillermoz, род. 1 июня 1988 в Сен-Клод, Франция) — французский профессиональный шоссейный велогонщик, выступающий с 2014 года за команду «AG2R Citroën». Он присоединился к команде в 2014 году после расформирования команды Sojasun, с которой он был 46-м на Тур де Франс 2013. 

## Достижения
2012
5-й - Tour des Pays de Savoie
2013
5-й - Rhône-Alpes Isère Tour
2014
1-й  Горная классификация - Рут-дю-Сюд
3-й - Tour du Gévaudan
1-й на этапе 2
8-й - Критериум Интернациональ
2015
1-й на этапе 8 - Тур де Франс
1-й - Гран-при Плюмлека и Морбиана
1-й - International Road Cycling Challenge
6-й - Tour du Gévaudan Occitanie
1-й на этапе 2
6-й - Флеш Валонь
9-й - Тур дю От-Вар
9-й - Критериум Интернациональ
2016
2-й - Гран-при Плюмлека и Морбиана
3-й - Чемпионат Франции в групповой гонке
5-й - Критериум Интернациональ
2017
1-й  - Тур Лимузена
1-й на этапе 2
1-й - Гран-при Плюмлека и Морбиана
4-й - Джиро ди Ломбардия
4-й - Гран-при Квебека
6-й - Джиро дель Эмилия
2018
2-й - Тур дю От-Вар
4-й - Classic Sud-Ardèche
5-й - Гран-при Плюмлека и Морбиана
5-й - Кубок Сабатини
8-й - Париж — Ницца
2019
1-й La Drôme Classic
4-й Тур дю От-Вар
7-й Classic Sud-Ardèche

### Гранд-туры
| Гонка           | 2013 | 2014 | 2015 | 2016 | 2017 | 2018 | 2019 |
| --------------- | ---- | ---- | ---- | ---- | ---- | ---- | ---- |
| Джиро д'Италия  | —    | 11   | —    | —    | —    | —    | 29   |
| Тур де Франс    | 46   | —    | 26   | 20   | 13   | НФ   | 41   |
| Вуэльта Испании | —    | —    | —    | —    | —    | —    | —    |

| —  | Не участвовал  |
| НФ | Не финишировал |